# Elezioni parlamentari in Austria del 1949
Le elezioni parlamentari in Austria del 1949 si tennero il 9 ottobre per il rinnovo del Nationalrat. In seguito all'esito elettorale, Leopold Figl, esponente del Partito Popolare Austriaco, fu confermato Cancelliere.

## Risultati
| Liste                                          | Voti      | %     | Seggi |
| ---------------------------------------------- | --------- | ----- | ----- |
| Partito Popolare Austriaco                     | 1 846 581 | 44,03 | 77    |
| Partito Socialista d'Austria                   | 1 623 524 | 38,71 | 67    |
| Federazione degli Indipendenti                 | 489 273   | 11,67 | 16    |
| Partito Comunista d'Austria - Linkssozialisten | 213 066   | 5,08  | 5     |
| Unione Democratica                             | 12 059    | 0,29  | –     |
| Quarto Partito                                 | 7 134     | 0,17  | –     |
| Fronte Democratico dei Lavoratori              | 2 088     | 0,05  | –     |
| Altri                                          | 8         | 0,00  | –     |
| Totale                                         | 4 193 733 | 100   | 165   |